# Anopheles grassei
Anopheles grassei este o specie de țânțari din genul Anopheles, descrisă de Alexis Grjebine în anul 1953.
Este endemică în Madagascar. Conform Catalogue of Life specia Anopheles grassei nu are subspecii cunoscute.